# Liste der Baudenkmale in Ottenstein (Niedersachsen)
In der Liste der Baudenkmale in Ottenstein (Niedersachsen) sind die Baudenkmale der niedersächsischen Gemeinde Ottenstein und ihrer Ortsteile im Landkreis Holzminden aufgelistet.

## Allgemein
In den Spalten befinden sich folgende Informationen:
- Lage: die Adresse des Baudenkmales und die geographischen Koordinaten. Kartenansicht, um Koordinaten zu setzen. In der Kartenansicht sind Baudenkmale ohne Koordinaten mit einem roten Marker dargestellt und können in der Karte gesetzt werden. Baudenkmale ohne Bild sind mit einem blauen Marker gekennzeichnet, Baudenkmale mit Bild mit einem grünen Marker.
- Bezeichnung: Bezeichnung des Baudenkmales
- Beschreibung: die Beschreibung des Baudenkmales. Unter § 3 Abs. 2 NDSchG werden Einzeldenkmale und unter § 3 Abs. 3 NDSchG Gruppen baulicher Anlagen und deren Bestandteile ausgewiesen.
- ID: die Objekt-ID des Baudenkmales
- Bild: ein Bild des Baudenkmales, ggf. zusätzlich mit einem Link zu weiteren Fotos des Baudenkmals im Medienarchiv Wikimedia Commons. Wenn man auf das Kamerasymbol klickt, können Fotos zu Baudenkmalen aus dieser Liste hochgeladen werden:

## Glesse
Baudenkmale im Ortsteil Glesse.

### Gruppe: Ehem. Forsthof Steinbreite
Die Gruppe „Ehem. Forsthof Steinbreite“ hat die ID 26973876.

| Lage                                    | Bezeichnung | Beschreibung | ID       | Bild |
| --------------------------------------- | ----------- | ------------ | -------- | ---- |
| Steinbreite 51° 55′ 30″ N, 9° 24′ 10″ O | Forsthaus   | Forsthof     | 26802382 | BW   |
| Steinbreite 51° 55′ 31″ N, 9° 24′ 9″ O  | Scheune     | Forsthof     | 26802397 | BW   |
| Steinbreite 51° 55′ 30″ N, 9° 24′ 8″ O  | Backhaus    | Forsthof     | 26802412 | BW   |

### Einzeldenkmale
| Lage                                    | Bezeichnung              | Beschreibung | ID       | Bild |
| --------------------------------------- | ------------------------ | ------------ | -------- | ---- |
| Glesse Nr. 4 51° 56′ 16″ N, 9° 22′ 4″ O | Wohn-/Wirtschaftsgebäude |              | 26802365 | BW   |

## Lichtenhagen
Baudenkmale im Ortsteil Lichtenhagen.
| Lage                        | Bezeichnung   | Beschreibung | ID       | Bild |
| --------------------------- | ------------- | ------------ | -------- | ---- |
| 51° 58′ 10″ N, 9° 21′ 17″ O | Kapelle       |              | 26802461 | BW   |
| 51° 58′ 11″ N, 9° 21′ 18″ O | Kriegsmahnmal |              | 26802477 | BW   |

## Ottenstein
Baudenkmale im Ortsteil Ottenstein.

### Gruppe: Jüdischer Friedhof
Die Gruppe „Jüdischer Friedhof“ hat die ID 26973887.

| Lage                       | Bezeichnung        | Beschreibung | ID       | Bild |
| -------------------------- | ------------------ | ------------ | -------- | ---- |
| 51° 56′ 42″ N, 9° 24′ 9″ O | Jüdischer Friedhof | Friedhof     | 26808015 | BW   |

### Gruppe: Mühlenhof
Die Gruppe „Mühlenhof“ hat die ID 26973865.

| Lage                                    | Bezeichnung        | Beschreibung    | ID       | Bild |
| --------------------------------------- | ------------------ | --------------- | -------- | ---- |
| Haus-Nr. 142 51° 58′ 9″ N, 9° 25′ 42″ O | Mühle (Baukomplex) | ehem. Mühlenhof | 26802521 | BW   |
| Haus-Nr. 142 51° 58′ 9″ N, 9° 25′ 44″ O | Scheune            | Mühlenhof       | 26802536 | BW   |
| Haus-Nr. 244 51° 58′ 8″ N, 9° 25′ 44″ O | Gaststätte         | Mühlenhof       | 26802551 | BW   |
| L 587 51° 58′ 8″ N, 9° 25′ 45″ O        | Nebengebäude       | Mühlenhof       | 26802491 | BW   |
| L 587 51° 58′ 8″ N, 9° 25′ 43″ O        | Backhaus           | Mühlenhof       | 26802506 | BW   |

### Einzeldenkmale
| Lage                                             | Bezeichnung              | Beschreibung                     | ID       | Bild |
| ------------------------------------------------ | ------------------------ | -------------------------------- | -------- | ---- |
| Im Mittelfelde 217 51° 57′ 27″ N, 9° 24′ 26″ O   | Kirche                   | Wüstungskirche Hattenser Kirche. | 26802427 |      |
| Im Mittelfelde 217 51° 57′ 26″ N, 9° 24′ 27″ O   | Grab Antonio Congo       | Grabstelle                       | 26802445 | BW   |
| Amtstraße 1 51° 56′ 43″ N, 9° 24′ 35″ O          | Wohnhaus                 |                                  | 26802864 | BW   |
| Amtstraße 2 51° 56′ 45″ N, 9° 24′ 35″ O          | Amtshaus                 | Burg Ottenstein                  | 26802605 |      |
| Breite Straße 15 51° 56′ 39″ N, 9° 24′ 40″ O     | Wohn-/Wirtschaftsgebäude |                                  | 26802668 | BW   |
| Breite Straße 25+27 51° 56′ 43″ N, 9° 24′ 37″ O  | Gaststätte               |                                  | 26802753 | BW   |
| Breite Straße 26 51° 56′ 42″ N, 9° 24′ 39″ O     | Wohnhaus                 | (früher Nr. 19)                  | 26802714 | BW   |
| Breite Straße 38 51° 56′ 48″ N, 9° 24′ 30″ O     | Wohnhaus                 |                                  | 26802730 | BW   |
| Breite Straße 67 51° 56′ 45″ N, 9° 24′ 14″ O     | Wohn-/Wirtschaftsgebäude |                                  | 26808405 | BW   |
| Breite Straße 68 51° 56′ 46″ N, 9° 24′ 10″ O     | Forsthaus Luhne          | Forsthaus                        | 26802645 | BW   |
| Dunkle Straße 3 51° 56′ 40″ N, 9° 24′ 44″ O      | Wohn-/Wirtschaftsgebäude |                                  | 26802782 | BW   |
| Hehlener Straße 51° 56′ 51″ N, 9° 24′ 33″ O      | Kriegsmahnmal            |                                  | 26802887 | BW   |
| Im Winkel 1 51° 56′ 49″ N, 9° 24′ 18″ O          | Wohn-/Wirtschaftsgebäude |                                  | 26802685 | BW   |
| Kantor-Rose-Straße 4 51° 56′ 50″ N, 9° 24′ 24″ O | Wohn-/Wirtschaftsgebäude |                                  | 26803586 | BW   |
| Korfesstraße 16 51° 56′ 48″ N, 9° 24′ 13″ O      | Wohn-/Wirtschaftsgebäude |                                  | 26802805 | BW   |
| Marktplatz 13 51° 56′ 42″ N, 9° 24′ 42″ O        | Kirche                   | Liebfrauenkirche                 | 26802841 | BW   |
| Breite Straße 51° 56′ 48″ N, 9° 24′ 32″ O        | Korfes-Denkmal           | Gedenkstein                      | 26802628 |      |